# Courlac
Courlac és un municipi francès situat al departament del Charente i a la regió de la Nova Aquitània. L'any 2007 tenia 66 habitants.

## Demografia

### Població
El 2007 la població de fet de Courlac era de 66 persones. Hi havia 36 famílies de les quals 12 eren unipersonals (8 homes vivint sols i 4 dones vivint soles), 20 parelles sense fills i 4 parelles amb fills.
La població ha evolucionat segons el següent gràfic:
Habitants censats

### Habitatges
El 2007 hi havia 58 habitatges, 34 eren l'habitatge principal de la família, 16 eren segones residències i 7 estaven desocupats. Tots els 58 habitatges eren cases. Dels 34 habitatges principals, 30 estaven ocupats pels seus propietaris, 3 estaven llogats i ocupats pels llogaters i 1 estava cedit a títol gratuït; 1 tenia una cambra, 3 en tenien tres, 13 en tenien quatre i 17 en tenien cinc o més. 29 habitatges disposaven pel capbaix d'una plaça de pàrquing. A 17 habitatges hi havia un automòbil i a 16 n'hi havia dos o més.

### Piràmide de població
La piràmide de població per edats i sexe el 2009 era:
| Homes | Edats   | Dones |
| ----- | ------- | ----- |
| 0     | 95 o +  | 0     |
| 0     | 90 a 94 | 0     |
| 0     | 85 a 89 | 0     |
| 0     | 80 a 84 | 0     |
| 0     | 75 a 79 | 0     |
| 0     | 70 a 74 | 0     |
| 8     | 65 a 69 | 4     |
| 12    | 60 a 64 | 0     |
| 0     | 55 a 59 | 8     |
| 0     | 50 a 54 | 4     |
| 8     | 45 a 49 | 0     |
| 0     | 40 a 44 | 0     |
| 0     | 35 a 39 | 0     |
| 0     | 30 a 34 | 4     |
| 0     | 25 a 29 | 0     |
| 0     | 20 a 24 | 0     |
| 0     | 15 a 19 | 0     |
| 8     | 10 a 14 | 0     |
| 0     | 5 a 9   | 0     |
| 0     | 0 a 4   | 0     |

## Economia
El 2007 la població en edat de treballar era de 39 persones, 23 eren actives i 16 eren inactives. De les 23 persones actives 22 estaven ocupades (15 homes i 7 dones) i 1 aturada (1 dona i 1 dona). De les 16 persones inactives 8 estaven jubilades, 1 estava estudiant i 7 estaven classificades com a «altres inactius».
Activitats econòmiques
Dels 5 establiments que hi havia el 2007, 1 era d'una empresa de fabricació de material elèctric, 2 d'empreses de fabricació d'altres productes industrials, 1 d'una empresa de construcció i 1 d'una empresa de serveis.
Dels 2 establiments de servei als particulars que hi havia el 2009, 1 era un taller de reparació d'automòbils i de material agrícola i 1 electricista.
L'any 2000 a Courlac hi havia 9 explotacions agrícoles que ocupaven un total de 228 hectàrees.

## Poblacions més properes
El següent diagrama mostra les poblacions més properes.